# Saint-Victor-Montvianeix
Saint-Victor-Montvianeix är en kommun i departementet Puy-de-Dôme i regionen Auvergne-Rhône-Alpes i centrala Frankrike. Kommunen ligger i kantonen Saint-Rémy-sur-Durolle som tillhör arrondissementet Thiers. År 2022 hade Saint-Victor-Montvianeix 264 invånare.

## Befolkningsutveckling
Antalet invånare i kommunen Saint-Victor-Montvianeix
| Referens: INSEE |